# Stachys graeca
Espèce
Classification phylogénétique
Stachys graeca est une espèce de plantes à fleurs de la famille des Lamiaceae. C'est un plante herbacée originaire de Grèce.

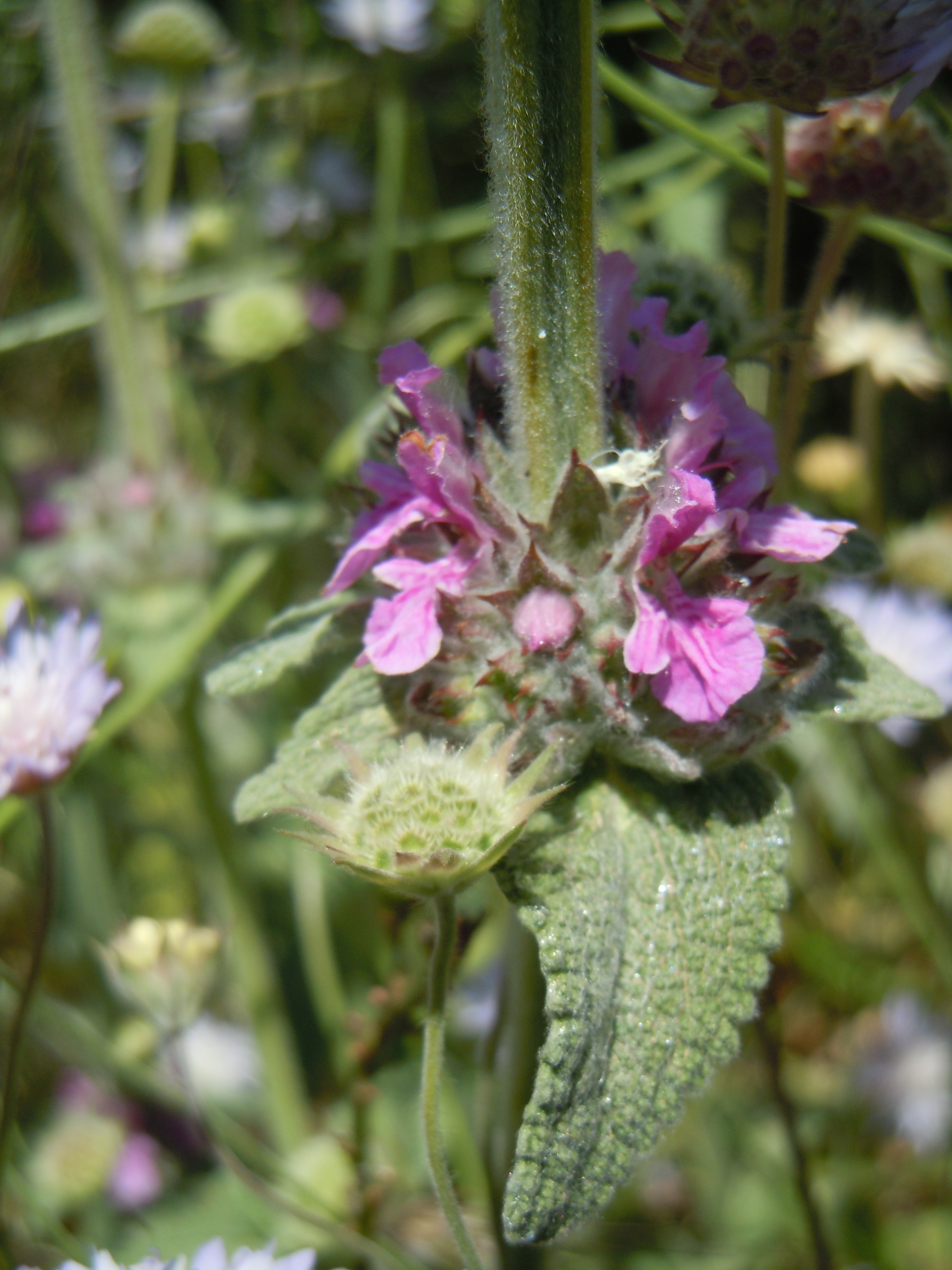
Stachys graeca en floraison en mai.

## Synonymes
- Stachys acutifolia Link, Linnaea 9: 575 (1835), sensu auct.
- Stachys lusitanica Bory & Chaub., Nouv. Fl. Pélop.: 37 (1838), sensu auct.

## Description
- Plante herbacée haute de 60 à 80 cm.
- Fleurs violettes en verticilles espacée de plusieurs centimètres[1].
- Feuilles ovales, légèrement dentées, vertes sur la face supérieure et vert-gris sur la face inférieure.

## Habitat
Champ et cultures caillouteuses de Grèce continentale.